# Gaston Roullet
Marie Anatole Gaston Roullet né le 15 novembre 1847 à Ars-en-Ré et mort le 2 décembre 1925 à Paris, est un peintre et illustrateur français, nommé peintre officiel des Colonies et de la Marine en 1885.
Il est le père de l'auteur dramatique et metteur en scène de théâtre et de cinéma Jacques Roullet (1878-1946) et l'oncle de l'aquarelliste et peintre Marie-Thérèse Dethan-Roullet (1870-1945). 

## Biographie

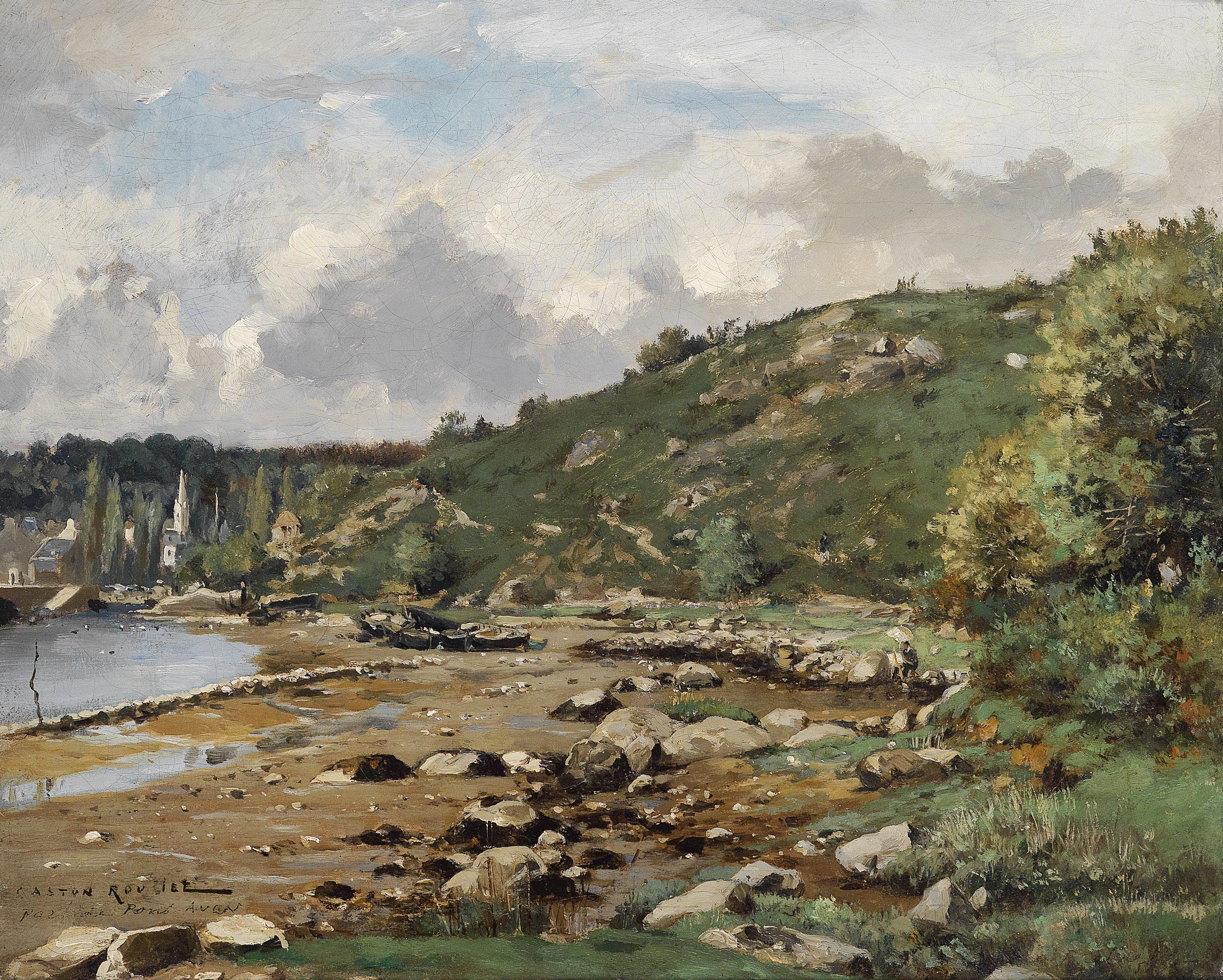
Port de Pont-Aven, huile sur toile, avant 1914.

Fils de Marie Zélie Boullineau et d'Auguste Roullet, greffier de justice, Marie Anatole Gaston Roullet est l’élève de Jules Noël, dont il épouse la fille, Marie-Caroline en 1874. Il débute la même année au Salon, exposant des paysages et des marines. Par la suite, il finit par se brouiller avec Jules Noël, voulant l'interdire de fréquenter les salles de jeux. Il divorce en 1887.
Nommé peintre de la Marine et des départements des Colonies, Roullet participe aux campagnes militaire du Tonkin en 1885 et 1886 avec mission artistique donnée par l'État d'exécuter des dessins ; puis il part en Tunisie (1889-1890), en Nouvelle-Calédonie (1889), au Sénégal et au Soudan (1891).
Il devient le correspondant pour Le Monde illustré pour lequel il exécute des scènes d’Afrique, d'Océanie, d'Indochine et du Canada, mais aussi inspirées de nombreux sites des côtes de Bretagne et de Normandie.
En 1893, il épouse son élève Blanche Fauve.
Gaston Roullet est membre de la Société des artistes français et de la Société d'aquarellistes français. Il reçoit une médaille d'argent lors de l'Exposition universelle de 1889 et durant l'exposition de Lyon en 1894.
En février 1895, il expose à titre personnel au salon des Cent et, la même année, est nommé chevalier de la Légion d'honneur par le ministère des Colonies.
Il meurt le 2 décembre 1925 en son domicile dans le 16e arrondissement de Paris, et, est inhumé au cimetière de Montmartre (28e division).

## Conservation
- Vue du port et de la ville de Calais en 1889, huile sur toile, musée des Beaux-Arts de Calais.
- Plage de Larmoor, huile sur toile, 24,5 × 32,5 cm, début XXe siècle, musée de Grenoble.
- Pont de l'Arche (Eure), aquarelle, 37 × 54 cm, Gray (Haute-Saône), musée Baron-Martin.
- Vue de Ninh Binck, Tonkin, « Le fleuve rouge, Delta, le Dai branche occidentale », huile sur toile, 114 × 145 cm, Gray (Haute-Saône), musée Baron-Martin.
- Le Port de Pont-Aven, huile sur toile, 1878, musée de Pont-Aven.

## Ouvrages illustrés
- Chef d'escadron J.-F. Delauney et le capitaine Guittard, Historique de l'artillerie de la marine, illustré par Gaston Roullet, Paris : impr. de D. Dumoulin, 1889.
- Maurice Caperon, Saint-Pierre et Miquelon, dessins de Gaston Roullet et Eugène Le Mouël, Paris : Impressions d'art Pierrefort, 1900.